# Spirit Day

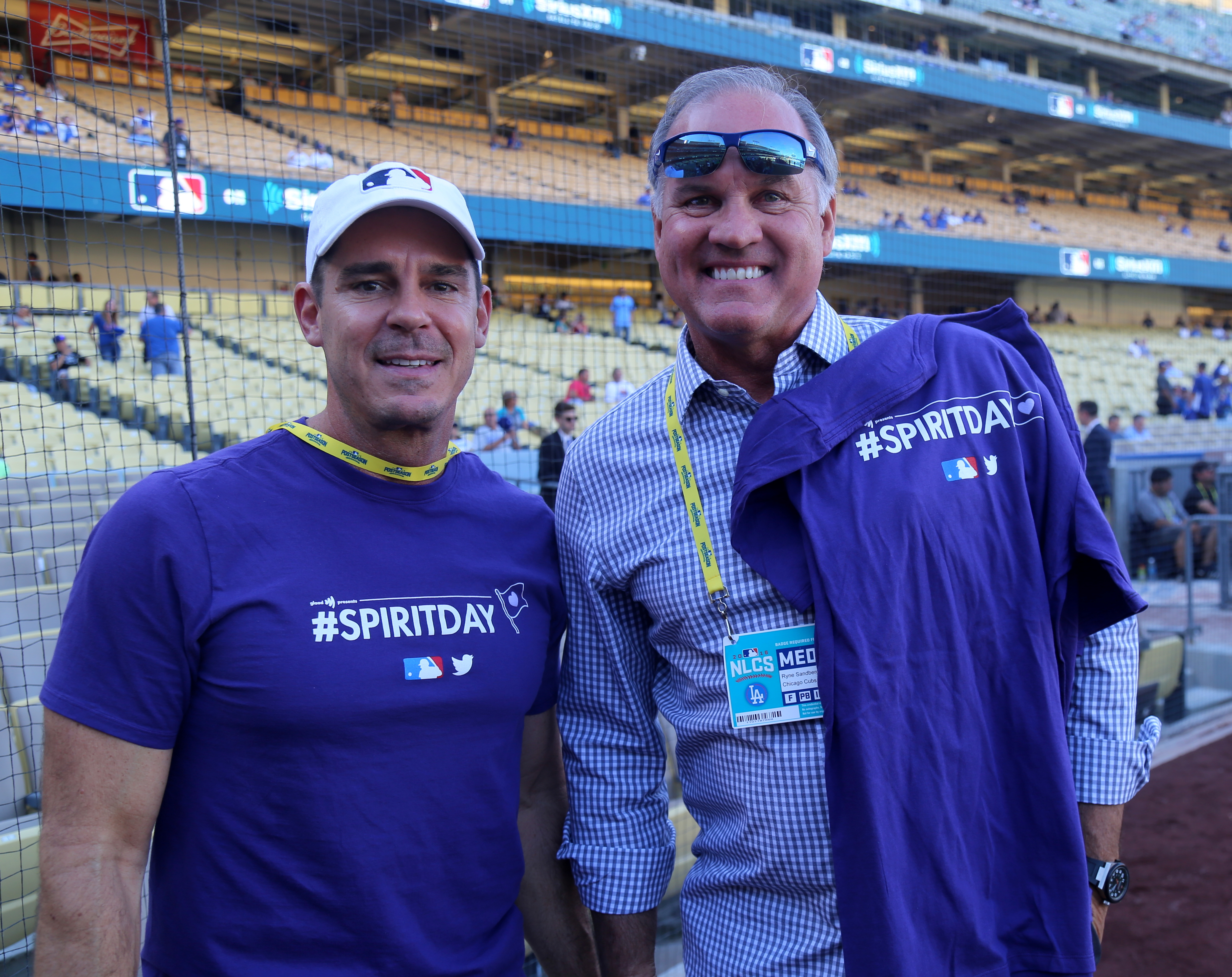
Baseballisté Billy Bean a Ryne Sandberg oblečení ve fialové na Spirit Day 2016

Spirit Day („Den ducha“) je LGBT svátek připadající na třetí čtvrtek v říjnu, jehož tradici v roce 2010 založila kanadská středoškolačka Brittany McMillan jako odpověď na výrazně medializovanou sérii sebevražd spojovaných se šikanou, které zahrnovaly také sebevraždu Tylera Clementiho. Svátek probíhá pod záštitou organizace GLAAD a jeho účastníci si oblékají fialovou barvu, která na LGBT vlajce symbolizuje ducha jako viditelný znak podpory pro LGBT mládež a odpor vůči její šikaně.
V roce 2013 se ke svátku přihlásily například moderátorka Oprah Winfrey, herec Ashton Kutcher, mediální společnosti MTV a Facebook i další. V témže roce na tento den Bílý dům na Twitteru postoval #SpiritDay a odkázal své sledující na stránku www.stopbullying.gov. Společnost American Apparel vytvořila pro Spirit Day zvláštní e-shopovou stránku, kde nakupující získávají slevu 10 % na vybrané zboží fialové barvy a 10 % z výtěžku je věnován ve prospěch činnosti organizace GLAAD.
V roce 2010 vyhlásila nizozemská LGBT organizace COC Nederland obdobný svátek, který se nazývá Paarse Vrijdag („Fialový pátek“) a spadá na druhý pátek v prosinci.